# 2095 Parsifal
2095 Parsifal је астероид главног астероидног појаса са средњом удаљеношћу од Сунца која износи 2,641 астрономских јединица (АЈ).
Апсолутна магнитуда астероида је 12,4.